# Phanocloidea satyr
Phanocloidea satyr är en insektsart som först beskrevs av Ludwig Redtenbacher 1908.  Phanocloidea satyr ingår i släktet Phanocloidea och familjen Diapheromeridae. Inga underarter finns listade i Catalogue of Life.